# 朝鮮放送協会
社団法人朝鮮放送協会（ちょうせんほうそうきょうかい）は、主に日本統治時代の朝鮮でラジオ放送を実施していた社団法人である。
基幹局である京城中央放送局は「JODK」の呼出符号（コールサイン）で知られていた。

## 放送局所一覧（1945年8月当時）
- 京城中央放送局（呼出符号JODK）
  - 所在地：京畿道京城府西大門区貞洞町1－10
  - 周波数：第1放送 - 710kc（1927年2月16日開始）、第2放送 - 970kc（1933年4月26日開始）
- 釜山放送局（呼出符号JBAK）
  - 所在地：慶尚南道釜山府大庁町一丁目7
  - 周波数：第1放送 - 650kc（1935年9月21日開始）、第2放送 - 1030kc（1941年8月開始）
- 平壌放送局（呼出符号JBBK）
  - 所在地：平安南道平壌府梧野里130
  - 周波数：第1放送 - 820kc（1936年11月15日開始）、第2放送 - 1090kc（1936年11月15日開始）
- 清津放送局（呼出符号JBCK）
  - 所在地：咸鏡北道清津府目賀田町8－3
  - 周波数：第1放送 - 850kc（1937年6月5日開始）、第2放送 - 1100kc（1941年8月開始）
- 咸興放送局（呼出符号JBDK）
  - 所在地：咸鏡南道咸興府山手町一丁目79
  - 周波数：第1放送 - 780kc（1938年10月30日開始）、第2放送 - 1050kc（1939年4月開始）
- 裡里放送局（呼出符号JBFK）
  - 所在地：全羅北道益山郡裡里邑南中町86
  - 周波数：第1放送 - 570kc（1938年10月1日開始）、第2放送 - 1100kc（1942年4月開始）
- 大邱放送局（呼出符号JBGK）
  - 所在地：慶尚北道大邱府院垈洞1169
  - 周波数：第1放送 - 800kc（1940年10月30日開始）、第2放送 - 1070kc（1941年4月19日開始）
- 光州放送局（呼出符号JBHK）
  - 所在地：全羅南道光州府社町117－2
  - 周波数：第1放送 - 780kc（1942年3月21日開始）、第2放送 - 1040kc（1942年3月21日開始）
- 大田放送局（呼出符号JBIK）
  - 所在地：忠清南道大田府北町15
  - 周波数：第1放送 - 650kc（1943年7月15日開始）、第2放送 - 880kc（1944年11月10日開始）
- 元山放送局（呼出符号JBJK）
  - 所在地：咸鏡南道元山府栄町15
  - 周波数：第1放送 - 650kc（1943年7月15日開始）、第2放送 - 900kc（1943年11月10日開始）
- 海州放送局（呼出符号JBKK）
  - 所在地：黄海道海州府広石町
  - 周波数：第1放送 - 800kc（1943年8月開始）、第2放送 - 1080kc（1943年11月10日開始）
- 新義州放送局（呼出符号JBLK）
  - 所在地：平安北道新義州府常盤町九丁目10
  - 周波数：第1放送 - 600kc（1943年8月開始）
- 春川放送局（呼出符号JBMK）
  - 所在地：江原道春川郡春川邑大和町106
  - 周波数：第1放送 - 600kc（1944年12月20日開始）
- 木浦放送局（呼出符号JBNK）
  - 所在地：全羅南道木浦府陽洞86－1
  - 周波数：第1放送 - 1280kc（1942年11月1日開始）
- 馬山放送局（呼出符号JBOK）
  - 所在地：慶尚南道馬山府上南町74-2
  - 周波数：第1放送 - 600kc（1943年4月30日開始）
    - 1943年4月30日、補助放送所として開始、1944年1月、放送局に昇格
- 城津放送局（呼出符号JBPK）
  - 所在地：咸鏡北道城津府旭町460
  - 周波数：第1放送 - 600kc（1943年11月開始）
- 清州放送局（呼出符号JBQK）
  - 所在地：忠清北道清州郡清州邑石橋町
  - 周波数：第1放送 - 600kc（1945年6月16日開始）
- 江陵放送局（呼出符号JBRK）
  - 所在地：江原道江陵郡江陵邑校洞里
  - 周波数：第1放送 - 600kc（1941年12月6日開始）
    - 1941年12月6日、移動放送中継所として開始、1943年11月、放送局に昇格
- 開城補助放送所
  - 所在地：京畿道開城府池町59
  - 周波数：第1放送 - 600kc（1942年10月開始）
- 長箭補助放送所
  - 所在地：江原道高城郡長箭邑長箭里258
  - 周波数：第1放送 - 600kc（1944年3月開始）
- 瑞山補助放送所
  - 所在地：忠清南道瑞山郡瑞山邑東門里103
  - 周波数：第1放送 - 600kc（1945年3月開始）
- 鎮南浦補助放送所（未開所）
  - 所在地：平安南道鎮南浦府
  - 周波数：第1放送 - 600kc（予定）
    - 1945年8月15日、太平洋戦争終結によって建設中断

## 前史
日本のラジオ放送は1925年に東京、大阪、名古屋で開始され、1926年には社団法人日本放送協会（現在の特殊法人日本放送協会（NHK）の前身）が設立された。朝鮮総督府逓信局でも1924年2月にラジオ放送に関する調査研究に着手し、同年11月には京城（現在のソウル特別市）の逓信局施設から日本語による実験放送を開始した（呼出符号J8AA）。また、同年12月、朝鮮語による新聞を発行していた朝鮮日報社でも、朝鮮語によるラジオ放送の実験を公開した。さらに、1925年6月になると逓信局でも朝鮮語による実験放送を開始し、日本人・朝鮮人両者からラジオ放送開始への期待が高まった。

## 創設
1926年2月、「京城放送局創立準備委員会」が社団法人設立と放送用私設無線電話施設許可を申請し、同年11月には「社団法人京城放送局」の設立が、同年12月には放送用私設無線電話施設が許可された。京城放送局の呼出符号は「JODK」で、これは「日本で4番目に許可された放送局」という意味をもつ。当時の逓信省は「JO××」の呼出符号を内地用に保留し、外地については朝鮮に「JB××」、台湾に「JF××」、関東州に「JQ××」を割り当てる意向をもっていたため、京城放送局への「JODK」の付与を求める朝鮮総督府と逓信省が対立したが、最終的に、無線局の許認可権限をもつ朝鮮総督府逓信局の判断により「JODK」の割り当てが決定された。京城放送局は1927年1月に試験放送を開始、同年2月16日に本放送を開始した。放送対象区域は朝鮮一帯、波長345m（周波数870kc）、出力1kW、放送編成は日本語5、朝鮮語5の比率による交叉放送であった。ところが、出力が小さいため受信状態が悪く、また聴取料が月2円と高額であったこと等から、聴取契約数は思うように伸びなかった。その後、1927年7月には放送編成を日本語6、朝鮮語4の比率に変更、同年10月には聴取料を月1円に引き下げ、更に1929年3月には日本本土（内地）からの番組中継を増加させ、放送編成比率を日本語7、朝鮮語3に変更したが、開局から4年を経過しても聴取契約数は約1万1千件に留まっていた。

## 朝鮮語による第2放送
社団法人京城放送局では経営不振を打開するために、1931年2月、朝鮮語専用の第2放送の実施計画に着手し、途中、朝鮮総督府と社団法人日本放送協会の経済的・技術的支援を受け、1932年4月には経営母体も「社団法人朝鮮放送協会」に改組（京城放送局は京城中央放送局に改称）しながら、第1放送（日本語）の増力と第2放送の新設を果たした。第2放送の開始は1933年4月、日本語と朝鮮語を分離した放送は日本人・朝鮮人の双方に好評で、同年末の聴取契約数は3万2千件に達したが、主に日本人世帯の聴取契約数が増加した。当時、ラジオ放送を聴取するためには月額1円と言うやや高額な聴取料が必要（1938年4月、75銭に引き下げ）であり、貧困層の多い朝鮮人世帯にはなかなか普及しなかった。加えて、あまり送信出力が大きくない京城中央放送局1局からの放送を朝鮮全土に到達させるのは、地形的にも困難であった（1937年4月、第2放送が出力50kWに増力し全土で聴取可能になる）。しかし、ラジオは個人の家庭以外にも、食堂、喫茶店、農村の集会所等、人がよく集まる所に設置されており、聴取者数は決して少なくなかった。1920年代の朝鮮語新聞とともにこのラジオ放送が近代朝鮮語の確立に与えた影響は小さくないと言われている。ところが、朝鮮語による放送は朝鮮での日本語の普及、皇民化を妨げるという主張が後を絶たず、朝鮮語放送廃止論がしばしば台頭した。日中戦争が長期化し、更に太平洋戦争が勃発すると、内地（日本本土）同様に朝鮮の放送も戦時色が強くなり、第2放送で人気のあった歌謡番組も戦意高揚歌ばかりとなった。1942年4月、放送電波管制のため京城中央放送局からの第2放送は一時休止されたが、地方局にも第2放送設備を新設して、1943年11月に再開された。

## 終末とその後
1945年8月15日、日本の敗戦に伴い朝鮮半島は北緯38度線を境に南側はアメリカ軍、北側はソ連軍（赤軍）に占領される。だが南側では、8月の太平洋戦争終結後も京城中央放送局は日本軍によって警備され、朝鮮放送協会による日本語放送（第一放送）も継続されていた。しかし9月、京城に進駐したアメリカ軍によって日本軍は武装解除され、同時に日本語放送も廃止された。その後10月2日付で日本人職員全員が解雇されたが、日本人アナウンサー1名がアメリカ軍による依頼により嘱託の形で残留し、翌1946年1月まで日本語によるニュースを1日数回放送した。
1948年6月、アメリカ軍政当局から朝鮮放送協会に放送事業が移管され、同年8月、大韓民国成立と共に朝鮮放送協会は「大韓放送協会」と改称した。その後、数次の変遷を経て、現在の韓国放送公社（KBS）へと繋がっていく。
一方の北側では、ソ連軍の進駐に伴う社会主義化により、1945年8月26日に北緯38度線付近の放送専用線を遮断し、京城中央放送局からの中継放送を廃止した（同時に放送自体も停止）。約2か月後の10月14日、平壌放送局が「金日成将軍祖国凱旋歓迎平壌市民大会」の中継から放送を再開した。その後、数次の変遷や朝鮮民主主義人民共和国成立を経て、現在の朝鮮中央放送（朝鮮中央放送委員会）へと繋がっていく。
協会開設から終末までは、『JODK消えたコールサイン』（津川泉著、白水社、1993年）という書籍にまとめられている。

## 歴史

### 朝鮮放送協会設立まで（京城放送局）
- 1924年（大正13年）
  - 2月 - 朝鮮総督府逓信局、放送用無線電話に関する調査研究に着手。
  - 9月6日 - 朝鮮総督府逓信局、放送用私設無線電話規則を発布、施行。
  - 11月29日 - 朝鮮総督府逓信局、実験放送開始。
- 1925年（大正14年）
  - 2月 - 朝鮮総督府逓信局、公開実験で大阪からの電波（大阪朝日新聞社の実験放送）を受信。
  - 6月21日 - 朝鮮総督府の実験放送、毎週4日間に（朝鮮語による放送も開始）。
- 1926年（大正15年）
  - 2月15日 - 京城放送局創立準備委員会、放送用私設無線電話施設の設置を出願。
  - 6月7日 - 局舎建設工事着工。
  - 11月30日 - 「社団法人京城放送局」設立認可、初代理事長は森悟一。
  - 12月6日 - 局舎竣工。
  - 12月9日 - 朝鮮総督府、京城放送局に放送用私設無線電話施設を認可（呼出符号：JODK）。
  - 12月9日 - 京城放送局、聴取規約制定（聴取料を月額2円に決定）。
  - 12月21日 - 社団法人京城放送局、設立登記。
- 1927年（昭和2年）
  - 1月20日 - 京城放送局、試験放送開始。
  - 2月16日 - 京城放送局、本放送開始（出力1kW、放送編成比率は日本語5、朝鮮語5）。
  - 3月 - 京城放送局、往復はがきを使って聴取者の嗜好に関する世論調査を実施。
  - 3月 - 京城放送局、聴取者の加入を勧誘するため臨時宣伝部を設置。
  - 4月5日 - 京城放送局、京釜線の列車の食堂車に旅客慰安用のラジオを設置。
  - 5月5日 - 京城放送局、聴取者の嗜好に関する世論調査の結果に基づき特別番組を放送。
  - 6月15日 - 京城放送局、一般ラジオ愛好家のために第1回ラジオ講習会を開催。
  - 6月25日 - 京城放送局、社団法人日本放送協会東京中央放送局からの放送波による入中継放送を初めて実施。
  - 6月 - 京城放送局、受信契約数の伸び悩みを解決するため理事会を開催。
  - 7月4日　-　朝鮮総督府、京城放送局からの財政補助要請を拒絶。
  - 7月　-　京城放送局、放送編成比率を日本語6、朝鮮語4に変更。
  - 9月 - 京城放送局、童話懸賞募集を実施（当選者に鉱石受信機1台贈呈）、当選作品を連続4日間放送。
  - 10月1日 - 京城放送局、聴取料を月額1円に引き下げ（京城上空から広告ビラを散布）。
- 1928年（昭和3年）
  - 4月11日 - 京城放送局、「エスペラント講座」放送開始（5月20日中止）。
  - 4月13日 - JODK専属管弦楽団初演（指揮：洪蘭坡）。
  - 4月 - 京城放送局、「夜間演芸放送」（日本語・朝鮮語）を隔日制編成で実施。
  - 6月1日 - 京城放送局、「英語講座」放送開始。
  - 8月10日 - 京城放送局、第14回全国中等学校優勝野球大会朝鮮予選大会決勝を中継。
  - 11月6日 - 「李王職雅楽の夕」を初めて日本全土に出中継。
  - 12月 - 京城放送局、特製廉価受信機を製作、販売。
- 1929年（昭和4年）
  - 2月 - 京城放送局、全社員に聴取者募集数を割り当て、聴取普及運動を実施。
  - 3月1日 - 京城放送局、放送編成比率を日本語7、朝鮮語3に変更（日本からの番組中継の増加による）。
  - 6月30日 - 京城放送局、素砂に受信中継所を設置。
  - 9月12日 - 京城放送局、朝鮮博覧会開催に伴い、景福宮にJODK特設館と臨時スタジオを開設（10月30日まで公開放送を実施）。
- 1931年（昭和6年）
  - 2月 - 京城放送局、二重放送実施計画に着手。
  - 11月 - 京城放送局、朱安受信所を設置。
- 1932年（昭和7年）
  - 3月8日 - 社団法人京城放送局、「社団法人朝鮮放送協会」に改称。

### 朝鮮放送協会設立後
- 1932年（昭和7年）
  - 4月7日 - 社団法人京城放送局、社団法人朝鮮放送協会に改組。
  - 8月6日 - 京城放送局、貞洞演奏所・延禧放送所の建設に着工。
  - 9月 - 朝鮮放送協会、日本本土（内地）の全国ニュースの中継を中止（朝鮮総督府逓信局の監督・検閲の都合による）。
  - 11月 - 朝鮮放送協会、初めて朝鮮語アナウンサーを募集。
  - 12月 - 京城放送局貞洞演奏所・延禧放送所、建物竣工。
- 1933年（昭和8年）
  - 4月26日 - 京城放送局、二重放送開始（第1放送：日本語、第2放送：朝鮮語、出力は各10kW）。
  - 4月 - 朝鮮総督府逓信局、放送監督係を新設（京城放送局内に放送遮断機を設置）。
  - 11月13日 - 京城放送局、「朝鮮語講座」放送開始。
  - 12月 - 朝鮮放送協会周知課、全契約者に月刊「DKニュース」を無料で配布。
- 1934年（昭和9年）
  - 1月8日 - 京城放送局、日本全土向けに定期出中継を開始。
  - 7月31日 - 朝鮮放送協会、放送審議会を設置。
  - 8月1日 - 暴風警報信号所事務取扱規定の制定（朝鮮総督府観測所）により、京城放送局がラジオによる気象警報放送を開始。
- 1935年（昭和10年）
  - 9月17日 - 京城放送局、京城中央放送局と改称。
  - 9月21日 - 釜山放送局（JBAK）、放送開始（第1放送）。
- 1936年（昭和11年）
  - 11月15日 - 平壌放送局（JBBK）、放送開始（二重放送）。
- 1937年（昭和12年）
  - 4月17日 - 京城中央放送局、第2放送の出力を50kWに増力。
  - 6月5日 - 清津放送局（JBCK）、放送開始（第1放送）。
  - 7月11日 - 朝鮮総督府、新聞・放送に対し国民精神総動員計画実践への協力を要請。
  - 11月3日 - 第2放送で「宮城遙拝の時間」放送開始。
- 1938年（昭和13年）
  - 4月1日 - 第2放送で「国語（日本語）講座」放送開始（朝鮮総督府の「小学校規程」改正により、小学校での教授用語が日本語に限定）。
  - 4月1日 - 朝鮮放送協会、聴取料を月額1円から75銭に引き下げ。
  - 10月1日 - 裡里放送局（JBFK）、放送開始（第1放送）。
  - 10月30日 - 咸興放送局（JBDK）、放送開始（第1放送）。
- 1939年（昭和14年）
  - 4月10日 - 朝鮮放送協会、東亜放送協議会に加盟。
  - 4月19日 - 京城中央放送局、大邱・光州に出張所を設置。
  - 8月 - 朝鮮放送協会第2放送課長辞任（朝鮮語ニュースにおける日本語固有名詞使用の指示に不服）。
  - 12月12日 - 咸興放送局、第2放送開始。
- 1940年（昭和15年）
  - 6月3日 - 朝鮮総督府、「有線放送調査委員会規程」を制定・施行、有線放送の導入について検討。
- 1941年（昭和16年）
  - 4月19日 - 大邱放送局（JBGK）、放送開始（二重放送）。
  - 8月 - 釜山・清津両放送局、第2放送開始。
  - 12月6日 - 江陵補助放送所、放送開始（第1放送）。放送電波管制のための措置。
  - 12月8日 - 太平洋戦争開戦を報道。
- 1942年（昭和17年）
  - 2月15日 - 内閣情報局、戦時下国内放送番組編成基本政策方針を朝鮮放送協会に伝達。
  - 2月20日 - 馬山補助放送所、放送開始（第1放送）。
  - 2月 - 朝鮮放送協会、戦時特別編成方針を樹立。
  - 3月21日 - 光州放送局（JBHK）、放送開始（二重放送）。
  - 4月27日 - 京城中央放送局、放送電波管制のため第2放送休止、第1放送で日・朝両語による交叉放送実施。
  - 4月 - 裡里放送局、第2放送開始。
  - 8月29日 - アメリカの声（VOA）、朝鮮語放送開始。
  - 10月 - 開城補助放送所、放送開始（第1放送）。
  - 11月1日 - 木浦補助放送所、放送開始（第1放送）。
  - 12月7日 - 京城中央放送局で短波放送（VOA朝鮮語放送）聴取事件発生。
- 1943年（昭和18年）
  - 4月1日 - 馬山補助放送所、放送開始（第1放送）。
  - 7月15日 - 大田放送局（JBIK）、放送開始（第1放送）。
  - 7月17日 - 元山放送局（JBJK）、放送開始（第1放送）。
  - 8月1日 - 海州放送局（JBKK）・新義州放送局（JBLK）、放送開始（第1放送）。
  - 11月1日 - 城津放送局（JBPK）、放送開始（第1放送）。
  - 11月10日 - 京城中央放送局、第2放送再開。
  - 11月10日 - 元山・海州両放送局、第2放送開始。
  - 11月 - 江陵補助放送所、放送局（JBRK）に昇格。
  - 11月 - 短波放送聴取事件、公判結審（実刑判決10名）。
- 1944年（昭和19年）
  - 1月1日 - 馬山補助放送所、放送局（JBOK）に昇格。
  - 3月 - 長箭補助放送所、放送開始（第1放送）。
  - 11月10日 - 大田放送局、第2放送開始。
  - 12月20日 - 春川放送局（JBMK）、放送開始（第1放送）。
- 1945年（昭和20年）
  - 1月23日 - 木浦補助放送所、放送局（JBNK）に昇格。
  - 3月 - 瑞山補助放送所、放送開始（第1放送）。
  - 6月16日 - 清州放送局（JBQK）、放送開始（第1放送）。
  - 8月9日 - ソ連、日本に宣戦布告。
  - 8月13日 - 清津放送局、ソ連軍の攻撃を受け、日本軍の衛兵により爆破。局員と家族の一部が自決。
  - 8月15日 - 終戦の詔勅を中継放送。
  - 8月23日 - 電波管制終了。朝鮮放送協会、傘下の放送局に個別の周波数を割り当て。
  - 8月26日 - 北緯38度線以北の放送専用線が途絶。
  - 9月9日 - アメリカ軍、日本軍を武装解除し、京城中央放送局を警備。
  - 9月9日 - 朝鮮放送協会、日本語による第1放送廃止、朝鮮語による第2放送を第1放送に変更。
  - 9月15日 - 朝鮮放送協会、職員総会を開催、朝鮮人から役員を選出。
  - 10月2日 - 朝鮮放送協会、日本人職員を全員解雇。
- 1947年（昭和22年）
  - 9月3日 - 国際無線通信会議開催、南朝鮮（現在の韓国）に呼出符号「HL」を割り当て。
  - 10月1日 - 朝鮮放送協会の各放送局、新呼出符号を使用開始。
    - ソウル（HLKA）、釜山（HLKB）、裡里（HLKF）、大邱（HLKG）、光州（HLKH）、大田（HLKI）、春川（HLKM）、木浦（HLKN）、馬山（HLKO）、清州（HLKQ）、江陵（HLKR）
- 1948年（昭和23年）
  - 8月6日 - 朝鮮放送協会、「大韓放送協会」に改称。